# Dain-Maïssara
Dain-Maïssara, parfois orthographié Dai-Maïssara – ou en sénoufo Lémé –, est une commune rurale située dans le département de N'Dorola de la province de Kénédougou dans la région des Hauts-Bassins au Burkina Faso.

## Géographie
Dain-Maïssara est situé en pays Sénoufo à environ 23 km au nord de N'Dorola et à 17 km de Morolaba. La commune est aussi à 4 km de la frontière malienne que constitue la rivière Banifing – traversable à gué hors saison des pluies – proche de la commune malienne de Diaramana.
Le village est constitué de sept quartiers que sont : Boulo, Gnènè, Kabogo, Sissin, Timé, Zagoumon et Zama.
Les ethnies présentent dans la commune sont les Sénoufos, les Bolons et les Bobos.

## Administration
Dépendant sur le plan administratif du maire de N'Dorola (où le village a deux conseillers administratifs) dans ses rapports à l'État et pour l'organisation des services publics, le village de Dain-Maïssara répond également localement à une chefferie traditionnelle tenue par le chef coutumier qui assure le respect et l'adoration des lieux sacrés et administre le village. Cette chefferie est transmise de manière patrilinéaire au sein de la famille Dao et passe à l'homme le plus âgé dans la grande famille paternelle de l'ancien chef ; la généalogie est : Bozé, Klouba, Nangzé, Niennana, Nazé, Kérégou  et l'actuel qui est Nazé Oziré.

## Économie
L'économie de la commune repose sur l'agriculture de subsistance (mil, maïs, sorgho, haricot, arachides, oignons, sésame) ainsi que sur la culture de rente du coton depuis 1965. Dain-Maïssara a neuf Groupements de producteurs de coton (GPC) dans le village mais pas d'association de femmes. L'élevage (bœufs, chèvres, moutons, volailles) est peu pratiqué. 

## Santé et éducation
Le centre de soins le plus proche de Dain-Maïssara est le centre de santé et de promotion sociale (CSPS) de Morolaba.
L'éducation est assurée par la seule école primaire de trois classes ouverte en 1988, en absence de centre d'alphabétisation ; les études secondaires se font aux collèges d'enseignement professionnel (CEP) de N'Dorola et de Morolaba.

## Religion
Historiquement de religion traditionnelle reposant sur le fétichisme, il existe toujours à Dain-Maïssara des croyances liées au fétiche « Kouné » dans le quartier de Kabogo et au « Gnan » dans ceux de Gnènè, Sissin et Zagoumo. Il existe également un bois sacré interdit aux forgerons.
L'islam sunnite est le seul monothéisme pratiqué dans le village dans les cinq mosquées des quartiers.

## Culture
La culture traditionnelle repose sur un groupe de balafon, ainsi qu'occasionnellement des joueurs de souzoungué pour les fêtes ou de  korkougagué pour les adorations, les initiations et les funérailles. Les fêtes autour de l'adoration des fétiches sont aussi importantes.